# مولي هاسكيل
مولي هاسكيل (بالإنجليزية: Molly Haskell)‏ هي كاتِبة أمريكية، ولدت في 29 سبتمبر 1939 في تشارلوت في الولايات المتحدة.

## وصلات خارجية
- مولي هاسكيل على موقع روتن توميتوز (الإنجليزية)